# 浅見靖仁
浅見 靖仁（あさみ やすひと、1960年 - ）は、日本の政治学者・社会学者。法政大学法学部国際政治学科教授。比較政治学、国際開発論および東南アジア地域研究が専門。しかし、格差社会や社会調査などその他の幅広い学殖も持つ。愛知県生まれ。

## 学歴
- 愛知県立旭丘高等学校卒業
- 1984年 3月　東京大学教養学部国際関係学科卒業
- 1987年 3月　東京大学大学院総合文化研究科修士課程　修了
- 1988年 3月　タイ国・タマサート大学大学院経済学研究科修士課程　修了
- 1992年 5月　米国・ハーバード大学大学院政治学研究科博士課程　コースワーク修了
- 1993年 3月　東京大学大学院総合文化研究科博士課程　単位取得退学

- 学位： 学術修士（東京大学）・経済学修士（タマサート大学）

## 職歴
- 1993年 4月　東京大学教養学部助手
- 1994年10月　一橋大学社会学部専任講師
- 1996年 4月　一橋大学社会学部助教授
- 2000年 4月　一橋大学大学院社会学研究科助教授に配置替え
- 2006年 4月　一橋大学大学院社会学研究科教授
- 2015年 4月　法政大学法学部国際政治学科教授

## 文筆活動

### 著書
- 日本労働研究機構編『アジア経済危機と各国の労働・雇用問題：模索する改革の方向』（共著）, 日本労働研究機構, 2000.9.30
- 末廣昭編『岩波講座東南アジア史９　「開発」の時代と「模索」の時代』, 岩波書店, 2002.3.25
- 赤木攻・安井三吉編『東アジア政治のダイナミクス』（共著）, 青木書店, 2002.4.22
- 寺西重郎編『アジアのソーシャル・セーフティネット』（共著）, 勁草書房, 2003.12.15
- 渡辺治編『変貌する＜企業社会＞日本』（共著）, 旬報社, 2004.7.30
- 恒川恵市編『民主主義アイデンティティ：新興デモクラシーの形成』（共著）, 早稲田大学出版部, 2006.4.15
- 片山裕・大西裕編『アジアの政治経済・入門』（共著）, 有斐閣, 2006.12.25

### 論文
- 「輸出指向型工業化時代のタイにおける国家－社会関係の新展開： チャイアナンとアネークの諸説を中心として」『教養学科紀要』 通巻26号, 東京大学教養学部, 1994
- 「サリット＝タノーム政権下の労働政策： 革命団布告19号から103号への政策転換における労働局官僚の役割」『歴史と文化』 通巻VIII号, 東京大学教養学部人文科学科紀要, 1994
- 「タイ仏教の新潮流： 日本仏教批判の一視点」『仏教』 通巻29号, 1994
- 「中間層の成長とタイ政治社会論の新動向」『総合的地域研究』 通巻9号, 1995
- 「1970年代のタイの労働運動： 輸出指向型工業化への移行期における試行錯誤」『一橋論叢』 第115巻第2号, 1996
- 「インターネットがタイにもたらすもの」『へるめす』 通巻62号, 1996
- 「タイの労働裁判所： その設立の経緯と機能」『大原社会問題研究所雑誌』 通巻467号, 1997
- 「中間層の増大と政治意識の変化」田坂敏雄編『アジアの大都市［1］バンコク』, 日本評論社, 1998
- 「東南アジアの経済発展と政治変動」古田元夫編『岩波講座世界歴史26　経済成長と国際緊張： 1950年代～ 70年代』, 岩波書店, 1999
- 「タイにおける開発主義と労使関係」『日本労働研究雑誌』 通巻469号, 1999
- 「東南アジアにおける3 つの民主化の波」古田元夫編『＜南＞から見た世界02　東南アジア・南アジア： 地域自立の模索と葛藤』, 大月書店, 1999
- 「労働政策： 制度化とインナーサークルの形成」末廣昭・東茂樹編『タイの経済政策： 制度・組織・アクター』, アジア経済研究所, 2000
- 「グローバリゼーションとタイ」『アメリカ太平洋研究』 第1巻第号, 東京大学アメリカ太平洋地域研究センター紀要, 2001.3
- 「国際労働力移動問題とタイ：研究動向と今後の課題」『大原社会問題研究所雑誌』 第巻第530号, 法政大学大原社会問題研究所, 2003.1

### 外部資金・研究プロジェクト
- 大和銀行アジア・オセアニア財団助成, 「タイの労働政策： 輸出指向型工業化と労働政策決定過程の変容」, 大和銀行アジア・オセアニア財団, 1994-1996
- 文部省科学研究費補助金国際学術研究, 「地域発展の固有論理」（研究分担者）, 文部省, 1994-1997
- 文部省科学研究費補助金重点領域, 「国民国家機能の形成・拡大・変容にみられる地域連関の論理」（研究分担者）, 文部省, 1995-1997
- 稲盛財団助成, 「発展途上国の義務教育課程へのコンピューター教育導入の可能性と問題点： タイの小学校におけるマルチメディア教育を事例として」, 稲盛財団, 1998-2000
- 旭硝子財団助成, 「グローバル化とタイの労使関係： 多文化社会における新たな制度的枠組作りの模索」, 旭硝子財団, 2000-2001
- 科学研究費補助金基盤研究B, 「民主主義体制定着の条件に関する比較研究」（研究分担者）, 日本学術振興会, 2002.4.1-2005.3.31
- 科学研究費補助金基盤研究A, 「民主主義体制の諸形態および当該体制の長期的持続における価値規範の役割」（研究分担者）, 日本学術振興会, 2005.4.1-2008.3.31
- 総評会館研究助成プログラム, 「日本における社会運動ユニオニズムの可能性」（研究代表者）, 財団法人総評会館, 2007.1.1-2008.12.31